# Graafschap Northumbria
Northumbria was een graafschap in het noorden van Engeland en is ontstaan in 954 toen de graven van Bamburgh het koninkrijk Jorvik inlijfden.

## Geschiedenis

### Scandinavische verovering
De graven van Bamburgh veroverden het gebied van Jorvik terug van de Vikingen, maar wisten het gebied niet te behouden. Het gebied werd na Schotse invallen verdeeld tussen het Engeland en Schotland waardoor het territorium van het graafschap gereduceerd tussen de Humber en de Tweed. Na de verovering van Engeland door Knoet de Grote en de dood van graaf Uhtred in 1016, kwam het graafschap in handen van Erik Haakonsson.

### Normandische invasie
De relatieve onafhankelijkheid van het graafschap veranderde toen Willem de Veroveraar in 1066 koning van Engeland werd. Hij besefte dat hij de controle over het graafschap Northumbria nodig had, dat in de praktijk altijd onafhankelijk was gebleven van de koning van Engeland, om zich te verdedigen van een Schotse invasie. In 1067 wees Willem Copsi aan als graaf, maar na vijf weken in dienst werd hij vermoord door Osulf II van Bamburgh.  
Om Engeland tegen Schotland en daarmee  de relatief onafhankelijke positie van Northumbria te verzekeren maakte Willem gebruik van de bisschop van Durham, wiens privileges en macht hij beschermde. Er volgden hierop opstanden tegen Willem en Normandische elite. Willem stelde hierop de Northumbrische edelman Robert Comine, aan als graaf van Northumbria, maarvoordat Comine het ambt kon aannemen werd hij met 700 volgelingen vermoord tijdens een bloedbad in de stad Durham. Als reactie op het bloedbad leidde Willem de Veroveraar zijn troepen een bloedige raid in Northumbria uit die later als de Harrying of the North bekend kwam te staan. De Angelsaksische bisschop van Durham Ethelwin probeerde om Northumbria tijdens de militaire raid door belastinginkomsten onafhankelijk te maken van de Engelse koning. De bisschop werd hierop gevangengezet en overleed in de isoleercel waarna zijn bisschopszetel leeg was.
De opstanden bleven voortduren en de zoon van Willem de Veroveraar William Rufus besloot om naar Northumbria af te reizen om de opstanden te onderdrukken. Willem van Saint-Calais werd benoemd tot graaf van Durham en hij verkreeg de titel van graaf met alle bijbehorende machtsmiddelen in de gebieden ten zuiden van de rivieren Tyne en Derwent, die een vorm van onafhankelijkheid behielden. In de gebieden ten noorden van de rivieren bleef de macht van de bisschop van Durham beperkt en de graaf bleef leenheer van de Engelse koning.

### Graven van Northumbria
- 954–963 Osulf I
- 963–995 Waltheof I
- 1006–1016 Uhtred
- 1016–1023 Erik
- 1031–1055 Siward
- 1055–1065 Tostig
- 1065–1066 Morcar
- 1067 Copsi
- 1067 Osulf II
- 1067–1068 Gospatric
- 1068–1069 Robert de Comine
- 1069-1070  vacant tijdens de Harrying of the North
- 1070–1072 Gospatric (opnieuw)
- 1072–1075 Waltheof II
- 1075–1080 William Walcher, ook bisschop van Durham
- 1080–1086 Aubrey de Coucy
- 1086–1095 Robert van Mowbray
- 1095-1139  vacant tot Stephanus door David van Schotland gedwongen werd om het graafschap te belenen
- 1139–1152 Hendrik van Schotland
- 1152–1157 William van Schotland
- 1157 verdreven van het gebied door Hendrik II van Engeland
- 1189-1191 verleend aan  Hugo de Puiset, de bisschop van Durham
- 1191-1215 vacant tot de Eerste Baronnenoorlog waarna de baronnen in Yorkshire en Northumbria eredienst moesten doen aan
- 1215–1217 Alexander II van Schotland
- 1217 overgedragen aan Hendrik III van Engeland